# 나고은
나고은(羅高恩, 1999년 9월 3일~)은 대한민국의 가수로, 걸 그룹 퍼플키스의 구성원이다.
광주광역시에서 출생하여 한림연예예술고등학교 재학 중 RBW에 연습생으로 캐스팅되어 2021년에 걸 그룹 퍼플키스의 일원으로 데뷔한다.

## 생애
1999년 광주광역시 남구에서 태어났다. 한림연예예술고등학교 재학 중인 2017년 5월, 한 연예 기획사 캐스팅 오디션에 합격하여 RBW에 최종 합격하여 연습생으로 발탁된 것으로 알려져 있다.

### 2017-2020: 연습생
나고은은 연습생으로 발탁된 이후, JTBC의 2017년 오디션 프로그램인 《믹스나인》에 출연을 도전했으나 탈락한 것으로 알려졌다.
나고은은 2017년 5월 이후부터 RBW의 연습생으로 소속되었다. 2018년 2월 한림연예예술고등학교를 졸업하고, RBW의 연습생 그룹인 365 Practice에 소속되어 대중에게 인지도를 알렸다. 이후 나고은은 2018년 4월경 시작된 엠넷의 서바이벌 오디션 《PRODUCE 48》에 도전하여 같은 소속소라는 박지은과 함께 출연하게 된다. 좋은 음색과 함께 보컬리스트로서 기량을 드러내며 조유리 등과 경쟁하며 주목을 받았다. 하지만 최종 29위로 탈락하여 데뷔에 실패한다.
《PRODUCE 48》에 탈락한 나고은은 다시 365 Practice로 복귀하여 활동을 계속한다. 주목 받기 쉽지 않은 환경인 연습생 그룹 특성 상, 정식 방송 활동보다는 모바일·OTT 미디어 등에서 활동을 이어 나간다.
나고은은 2019년 4월, OCN의 드라마 《빙의》의 사운드트랙을 녹음하여 발표한다. 이는 《PRODUCE 48》의 음반에 이어 나고은이 가창한 두번째 음반이며, 나고은의 첫 단독 음반이다. 이어 2개월 후인 6월에 '내 맘 같지 않네요 (feat. 나고은)' 음원을 녹음하여 발표했다.

### 2020-현재: 퍼플키스
2020년 7월부터 365 Practice의 공식 데뷔가 발표되었다. 이후 2021년 3월, 퍼플키스 데뷔 쇼케이스를 통해 데뷔한다. 가창 실력과 함께 작사 및 작곡에도 참여하는 이른바 싱어송라이터의 모습을 보이고 있다.

## 음반 목록

### 사운드트랙
| 앨범 정보                                                                                             | 트랙 리스트                         |
| --- | ----------------------------------- |
| 빙의 OST Part 5 - 발매일: 2019년 4월 4일 - 레이블: 스타앤트리이엔티 - 포맷: 디지털 다운로드, 스트리밍 | - 1. 날아 - 2. 날아 (Inst.)         |
| 학교 2021 OST Part 1 - 발매일: 2021년 11월 24일 - 레이블: 카카오 - 포맷: 디지털 다운로드, 스트리밍    | - 1. dream on - 2. dream on (Inst.) |

### 음원

#### 참여한 음원
| 연도 | 음원                             | 음반                             | 아티스트          | 참여   | 비고     |
| ---- | -------------------------------- | -------------------------------- | ----------------- | ------ | -------- |
| 2018 | 너에게 닿기를                    | PRODUCE 48 - 30 Girls 6 Concepts | V/A (기억 조작단) | 가창   | [ 주 1 ] |
| 2019 | 내 맘 같지 않네요 (feat. 나고은) | 내 맘 같지 않네요                | 런치박스          | 피처링 |          |

### 제작 참여 음반
| 연도 | 음원          | 음반        | 아티스트 | 참여 | 참여 | 비고     |
| 연도 | 음원          | 음반        | 아티스트 | 작사 | 작곡 | 비고     |
| ---- | ------------- | ----------- | -------- | ---- | ---- | -------- |
| 2021 | Ponzona       | INTO VIOLET | 퍼플키스 | 공동 | 공동 | [ 주 2 ] |
| 2021 | Skip Skip     | INTO VIOLET | 퍼플키스 | 공동 | 공동 | [ 주 3 ] |
| 2021 | 마침표        | INTO VIOLET | 퍼플키스 | 공동 | 공동 | [ 주 4 ] |
| 2021 | 새벽 2시      | HIDE & SEEK | 퍼플키스 | 공동 | 공동 | [ 주 5 ] |
| 2022 | Pretty Psycho | memeM       | 퍼플키스 | 공동 | 불참 | [ 주 6 ] |

## 작품 목록

### 방송
| 연도 | 방송사 | 제목             | 기간              | 역할   | 비고        |
| ---- | ------ | ---------------- | ----------------- | ------ | ----------- |
| 2018 | Mnet   | 프로듀스 48      | 6월 15일~8월 24일 | 연습생 | 29위 (탈락) |
| 2021 | EBS    | 최고의 요리 비결 | 6월 21일~6월 30일 | 게스트 |             |

## 학력
- 광주동성여자중학교 졸업
- 한림연예예술고등학교 실용음악학과 졸업

## 같이 보기
- 퍼플키스

### 내용주
1. ↑  김채원, 야부키 나코, 장규리, 조유리 공동 가창[7]
2. ↑  강지원, 수안 공동 작사·작곡, 유키 공동 작사
3. ↑  강지원 공동 작사·작곡, 유키 공동 작사, 채인 공동 작곡
4. ↑  박지은, 도시, 이레, 유키, 채인, 수안 공동 작사·작곡, 정홍림 공동 작곡
5. ↑  Davve, 채인, 도시 공동 작사·작곡, 박지은, 이레, 유키, 수안, 공동 작사, 권석홍, 김홍규 공동 작곡
6. ↑  김도훈, 강치원, 유키 공동 작사

### 참조주
1. ↑  홍승한 (2021년 3월 14일). “'마마무 여동생' 퍼플키스, RBW+멤버 전원 메인보컬+비주얼까지”. 《스포츠서울》 (서울).
2. ↑  퍼플키스 (2018년 3월 28일). “여자친구(GFRIEND) - Fingertipㅣ365 Practice @서울시립미술관(SEOUL MUSEUM OF ART)”. 《유튜브》.
3. ↑  유대길 (2018년 6월 16일). “프로듀스 48 출연 연습생 나고은 (PRODUCE 48)”. 《아주경제》 (서울).
4. ↑  이정범 (2019년 6월 7일). “아이즈원 멤버들이 품고 있는 ‘프로듀스48’ 내 서사와 상징…이채연부터 장원영까지.”. 《톱스타뉴스》.
5. ↑  박재홍 (2019년 4월 5일). “RBW 걸그룹 연습생 ‘나고은’, OCN 드라마 ‘빙의’ OST ‘날아’ 공개”. 《뉴스타운》 (서울).
6. ↑  이다겸 (2021년 3월 15일). “퍼플키스 “데뷔, 꿈보다 더 꿈같은 순간” 소감”. 《스타투데이》 (서울: 매일경제).
7. ↑  한국저작권위원회. “너에게 닿기를 (To reach you) 저작권정보 조회(음악)”. 《한국저작권위원회》. 경남. 2021년 10월 29일에 원본 문서에서 보존된 문서. 2021년 6월 30일에 확인함.